# Józef Wyrwa
Józef Wyrwa ps. „Furgalski”, „Stary” (ur. w 1898 w Lipie k. Radoszyc, zm. 3 czerwca 1970 r. w Madrycie) – dowódca partyzancki ziemi kieleckiej. Hubalczyk, żołnierz ZWZ, NSZ i AK. Ojciec historyka emigracyjnego, żołnierza AK – Tadeusza.

## Życiorys
W okresie międzywojennym był nauczycielem w Szkole Powszechnej w Libiszowie w powiecie opoczyńskim, a od 1936 r. kierownikiem szkoły w Lipie k. Radoszyc. We wrześniu 1939 r. służył w batalionie Obrony Narodowej 4 pp Leg. Po klęsce wrześniowej wrócił do Lipy.

### Współpraca z Hubalem
28 października 1939 r. spotkał się z mjr. Hubalem stacjonującym w gajówce Jana Barana w pobliżu Lipy. Utworzył miejscową tajną placówkę, która współpracowała z oddziałem Hubala. Przybrał wtedy pseudonim „Furgalski”. Z Hubalem bardzo blisko współpracował do jego śmierci i rozwiązania oddziału na wiosnę 1940 r. Kilkanaście dni przed śmiercią, Hubal przekazał mu dziennik oddziału z poleceniem przekazania go matce majora, mieszkającej w Krakowie. Polecenia tego jednak nie wykonał, gdyż przetrzymywanie dziennika przez matkę byłoby zbyt ryzykowne. Dziennik zakopał w małej, liczącej 4 zabudowania, śródleśnej osadzie Greszczyn, przysiółku Lipy. W 1965 r. odkopał go właściciel posesji o nazwisku Jurek i przekazał go córce Wyrwy – Kazimierze. Kazimiera ukryła go w cieście (makowcu) i przemyciła do Paryża, gdzie przebywał jej brat Tadeusz. W 2007 roku Tadeusz przywiózł go do Krakowa razem z kożuchem Józefa jako dar dla Muzeum Armii Krajowej w Krakowie.
28 kwietnia 1940 r. odbył ostatnią rozmowę z majorem. Na Hubalu, ukrywającym się wówczas w lasach koło Opoczna ciążył wyrok śmierci wydany przez komendę główną Związku Walki Zbrojnej za kilkukrotne niezastosowanie się do rozkazu rozwiązania oddziału. Na jego polecenie Wyrwa udał się z misją do Warszawy mającą na celu zmianę nastawienia dowództwa do niesubordynowanego majora. Dwa dni później Hubal zginął w niemieckiej obławie pod Anielinem.

### Partyzantka
Po rozbiciu oddziału, kilku niedobitków zmierzało w nocy do Lipy, gdzie Wyrwa był nadal kierownikiem szkoły. Niemcy urządzili na nich zasadzkę. Po kilku dniach zaczęli szukać we wsi „ważnej osoby”. Wieczorem okrążyli wieś i spędzili wszystkich mężczyzn na dziedziniec szkolny. Wyrwa, uprzedzony w ostatniej chwili przez sołtysa Zatorę ukrył się w pomieszczeniu gospodarczym za snopkiem, gdzie przesiedział 4 dni do odejścia Niemców. Po tym zajściu opuścił Lipę i zaczął się ukrywać.
W dalszym ciągu działał w konspiracji, jako szef podobwodu AK Końskie. Krążąc po okolicy rozbudowywał siatkę konspiracji. Na jesieni 1942 r. przyszedł dość dziwny rozkaz komendy AK Końskie o przeniesieniu go w stan spoczynku. Był prawdopodobnie motywowany zbyt silną pozycją Wyrwy w terenie. W ciągu kilku dni dotarli do niego z Częstochowy wysłannicy Narodowych Sił Zbrojnych. Potem również z BCH. Przyjął ofertę NSZ i rozpoczął budowę oddziału, który potem wszedł do akcji pod kryptonimem „Las 2”. Działał w ramach NSZ do momentu, w którym zauważył, że oddział „Toma” współpracuje z Niemcami i likwiduje polskie podziemie komunistyczne.
Od tego momentu oddział „Starego” podlegał znów AK. Po kilku miesiącach w związku z akcją „Burza” dołączył do 25 pułku piechoty AK. Wyrwa został dowódcą II batalionu, w skład którego weszły 4 kompanie. W chwili przyłączenia do 25 pp AK oddział liczył 80 partyzantów i składał się z trzech plutonów, dwóch strzeleckich i jednego ckm. Dowódcą pierwszego plutonu był ppor. Edmund Waligóra „Edmund”, „Walicki”, drugiego plut. pchor. Zdzisław Filingier „Roszak”, a trzeciego ckm plut. pchor. Marian Chrząstowski „Zadora”. Oddział był dobrze uzbrojony, szczególnie cenne były dwa cekaemy typu „Maxim”. W składzie oddziału było około 10 Rosjan. Zachował się meldunek, w którym mjr Leśniak powiadamia o dołączeniu oddziału: „W dniu dzisiejszym dołączył kpt. Stary plus 2 oficerów i 75 szeregowych do 25 pp. jako komp. 5-ta strzelecka”.
Kpt. „Stary” cieszył się dużym poważaniem i uznaniem w pułku. Uczestniczył z oddziałem w większości potyczek, za swoje zaangażowanie w walce otrzymał Krzyż Walecznych. Po rozformowaniu pułku oddział przebywał w okolicy Radoszyc.

### Rozbrojenie przez Sowietów i uwięzienie
Dnia 17.01.1945 r. w miejscowości Wisy, Sowieci rozbroili oddział (ostatni z tego pułku, jaki wytrwał do końca) i aresztowali jego dowódcę, jako zakładnika wobec rozformowanego oddziału wiernych towarzyszy. Był wieziony z frontem. Dopiero na Dolnym Śląsku w ogólnym zamieszaniu walk frontowych udało mu się uciec. Na początku lutego dotarł do rodzinnych stron. 9 lutego w mieszkaniu Wyrwów pojawili się funkcjonariusze PUBP w Końskich. Nie zastawszy „Starego” aresztowali syna Tadeusza „Orlika”. Planując odbicie siłą aresztowanego syna z więzienia w Końskich, sam wpadł w ręce UB. Więziony i maltretowany w Kielcach. 5 sierpnia 1945 r. oswobodzony przez oddział Antoniego Hedy „Szarego” w brawurowej akcji rozbicia więzienia kieleckiego. Pomimo zakrojonej na szeroką skalę obławy na uciekinierów, udało mu się przedrzeć nocami do oddalonego o 50 km Greszczyna, gdzie znalazł schronienie u wymienionego wcześniej Jurka.
Równolegle syn, został przewieziony do WUBP w Łodzi i przesłuchiwany. Łódzka bezpieka nie wiedziała o aresztowaniu „Starego” w Kielcach. W sierpniu przy pomocy siostry Kazimiery udało mu się zbiec i ukryć w Łodzi u zaprzyjaźnionej rodziny Żydów z Radoszyc, którym ojciec wcześniej pomagał.

### Ukrywanie się i ucieczka z kraju
Wyrwowie wyjechali następnie na ziemie zachodnie. Pracował w Czerwieńsku pod nazwiskiem Józef Sułek. Jednocześnie próbował stworzyć na miejscu ruch antykomunistyczny. W styczniu 1947 r. został przejściowo aresztowany jako jedna z osób mogących negatywnie wpłynąć na przebieg „wolnych i demokratycznych wyborów” do Sejmu Ustawodawczego. Zagrożony dekonspiracją, podjął z synem decyzję o przedostaniu się na Zachód.
Przekroczył nielegalnie granicę pod Cieszynem. Nocą z 29 na 30 marca 1947 r. przekroczył granicę Czechosłowacji i znalazł się w amerykańskiej strefie okupacyjnej. Obaj zostali aresztowani jako nielegalnie przekraczający granicę i byli zagrożeni deportacją do Polski. Nie czekając na wynik procesu, rozczarowani postawą Amerykanów zdecydowali się uciec i przedostać do strefy brytyjskiej. Trafili do obozu w Wentorfie. W Meppen, w miejscowym biurze Stowarzyszenia Polskich Kombatantów otrzymali stosowne zaświadczenia pozwalające na uzyskanie statusu uchodźcy.
Pracował w szkolnictwie, w polskim Gimnazjum i Liceum w Jägersluście koło Kilonii i w Pinnbergu koło Hamburga. Jako nauczyciel z zamiłowania, uczący w duchu polskiego patriotyzmu, szybko awansował na stanowisko dyrektora szkoły. Jednak ośrodki dla uchodźców były stopniowo zamykane i Wyrwowie wyruszyli w 1949 r. do Stanów Zjednoczonych.
Osiedli w Chicago. W związku ze sprawą odmowy przez syna wcielenia – jako obywatela polskiego i uchodźcy politycznego – do armii amerykańskiej, J. Wyrwa wraz z synem opuścił USA i w listopadzie 1952 r. udał się do Hiszpanii. Zamieszkał w Madrycie, gdzie zmarł 3.06.1970 r. Syn, Tadeusz Wyrwa, który w latach sześćdziesiątych osiedlił się we Francji, przywiózł jego zwłoki z Madrytu na cmentarz polsko-francuski Montmorency pod Paryżem.

## Wybrane publikacje
- Chłopcy z lasu, Mireki, 2014
- Pamiętniki partyzanta, Oficyna Poetów i Malarzy, 1991
- Krystyna – opowieść z dziejów Armii Krajowej, Oficyna Poetów i Malarzy, 1977